# Zero - Inchiesta sull'11 settembre
Zero – Inchiesta sull'11 settembre è un film documentario in chiave cospirazionista del 2007 diretto da Franco Fracassi e Francesco Trento. Il film espone le tesi complottiste sugli attentati dell'11 settembre sostenute da Giulietto Chiesa.

## Storia
Il film fu annunciato da Giulietto Chiesa nel corso della trasmissione Matrix dell'emittente italiana Canale 5 l'11 settembre 2006. Il suo titolo originale era Il giorno di Dioniso, secondo quanto annunciato al Milano Film Festival il 24 settembre 2006.
Venne presentato in versione preliminare, in inglese con sottotitoli italiani, il 23 ottobre 2007 al Festival internazionale del film di Roma, in concorso nella sezione EXTRA. In quella versione, alcuni degli argomenti promessi dagli autori durante la campagna di promozione del film non sono stati inseriti (per esempio il volo United 93) o sono stati citati in forma molto ridotta (per esempio il crollo dell'edificio 7 del World Trade Center) rispetto a quanto annunciato inizialmente. Successivamente a questa presentazione, il film non è stato distribuito nelle sale cinematografiche o distribuito su DVD, contrariamente a quanto annunciato precedentemente dagli autori, ma è stato reso disponibile soltanto a noleggio per proiezioni autogestite.
Il 16 gennaio 2008 è stato annunciato nella newsletter associata al film che vi sarebbero state delle modifiche a Zero a causa di "problemi di riedizione, dovuti al fatto che alcune immagini presenti nella versione presentata al festival ci sono poi state negate dai loro proprietari." e allo scopo di "apprestare il film a una utilizzazione televisiva e, in prospettiva, homevideo". Sono stati inoltre annunciati "un nuovo mixaggio", l'eliminazione di "alcune lungaggini non essenziali" e la pubblicazione di un DVD. Il 10 febbraio 2008 Giulietto Chiesa ha annunciato nel sito Megachip.info che "il dvd del film uscirà ad aprile in cofanetto" per poi essere "messo in vendita nelle edicole a settembre."

## Trama
Viene presentato dai suoi autori come "un'inchiesta giornalistica rigorosa, costruita con interviste girate in tutto il mondo ad esperti, scienziati, giornalisti, politici e testimoni; immagini di repertorio inedite ed esclusive; documenti ufficiali; ricostruzioni in computer grafica; cartoni animati, animazioni in 2D e 3D".
Il lavoro nasce da presunte contraddizioni e omissioni dell'inchiesta ufficiale, che, secondo gli autori, non individua alcuna negligenza nella catena di comando; gli autori del documentario sostengono invece che tale catena, nel giorno dell'11 settembre 2001, fosse stata intenzionalmente disattivata.

## Critica
Il compito annunciato dagli autori è verificare se, dove e come le altre ricostruzioni "siano coerenti con i fatti accertati e con le deduzioni praticabili in termini scientificamente e logicamente corretti". Tuttavia è stato fatto notare che il film si limita a presentare le opinioni, talvolta contrastanti fra loro, di un gruppo di persone al quale non appartiene nessun esperto della materia, e che tali opinioni, in quasi tutto il film, non sono supportate da documentazione o da fonti e sono in contrasto con le perizie tecniche e con l'opinione della stragrande maggioranza degli esperti. I critici notano inoltre che sono pressoché assenti le testimonianze dirette, come quelle dei molti civili che hanno assistito all'impatto del Boeing 757 della American Airlines contro il Pentagono, che il film si basa sostanzialmente su testimonianze indirette di persone che non hanno assistito agli eventi. In alcuni casi le affermazioni del film sono in contrasto con dati oggettivi (per esempio, le dimensioni della breccia d'impatto al Pentagono o il passaggio del velivolo attraverso sei muri maestri, in realtà assenti nel Pentagono) o sono documentate ricorrendo a cartoni animati (per esempio l'asserita presenza di batterie antiaeree al Pentagono, assenti nella realtà).
Secondo la sintesi di Cinemaitaliano.info, "Il film è diviso in sei capitoli ideali":
- Come e perché sono crollate le torri gemelle del World Trade Center?
- Che cosa è accaduto al Pentagono?
- Com'è possibile che la difesa aerea più potente del mondo l'11 settembre non abbia funzionato in nessun suo elemento, senza che in seguito nessuno sia stato incolpato per l'accaduto?
- Chi sono e come hanno agito i dirottatori? Erano in grado di pilotare i Boeing?
- Cos'è al Qaeda e quali legami aveva con i servizi statunitensi l'11 settembre 2001?
- Perché le indagini precedenti all'11 settembre sono state bloccate dai vertici dell'FBI e perché le indagini successive alle stragi si sono concluse dopo due soli giorni?"[7]

## Fonti utilizzate
Di seguito vengono riportate alcune delle fonti utilizzate nell'inchiesta ma non necessariamente presenti nel film, con le loro qualifiche:
- Barbara Honegger, viene presentata come addetto stampa del Pentagono pur non avendo mai ricoperto tale ruolo: è stata invece membro del personale della campagna elettorale Reagan-Bush e membro del personale della Casa Bianca nell'amministrazione Reagan fino al 1983[10][11]
- Coleen Rowley, ex agente speciale dell'FBI di Minneapolis;
- Sibel Edmonds, ex traduttrice per l'FBI;
- Michael Springmann, funzionario responsabile della sezione visti del consolato americano a Jeddah;
- James H. Fetzer, professore di filosofia alla sede di Duluth dell'Università del Minnesota;
- Annie Machon, ex agente del MI5, nel dipartimento anti-terrorismo;
- Kevin Ryan, ingegnere ed ex direttore di laboratorio[12] degli Environmental Health Laboratories, ente per la certificazione delle acque potabili a South Bend nell'Indiana (rilevati dalla Underwriters Laboratories);
- Steven Jones, fisico;
- Paolo Marini, chimico;
- Gore Vidal, celebre scrittore statunitense di romanzi, opere teatrali e saggi;
- Philip Berg, ex procuratore generale della Pennsylvania;
- William Rodriguez, ex custode della torre nord del World Trade Center;
- Robert Bowman, colonnello dell'Aeronautica USA in pensione, eroe della guerra in Vietnam e direttore dei programmi spaziali durante le presidenze di Ford e di Carter;
- Morris Ghiadoni, capitano dell'Aeronautica Militare Italiana;
- Nafeez Mossadeq Ahmed, professore di storia contemporanea;
- Giuseppe Guardabasso, maggiore dell'Aeronautica Militare Italiana;
- Leonardo Lecce, direttore del Dipartimento di Progettazione Aeronautica[13] dell'Università Federico II di Napoli;
- Silvano Manera, direttore dell'Ente Nazionale per l'Aviazione Civile;
- Franco Cardini, storico medievalista.[14]